# Veles (město)
Veles (makedonsky a v dalších jihoslovanských jazycích Велес / Veles, turecky Köprülü) je město a sídlo opštiny v Severní Makedonii. Leží přibližně uprostřed země, na obou březích řeky Vardar, na půli cesty mezi Skopje a hranicí s Řeckem. V roce 2002 zde žilo 43 716 obyvatel, z toho přes 90 % tvoří Makedonci; nejvýraznější národnostní menšinou jsou Turci.
Významným rodákem je básník a revolucionář Kočo Racin (1908–1943).

## Poloha a přírodní poměry
Město se nachází v hlubokém údolí řeky Veles, severně od Veleské soutěsky (někdy též Taorská soutěska) a soutoku řeky Vardar s říčkou Topolka. Historická zástavba leží na svazích kopce směrem k řece, moderní Veles se rozkládá v záplavové rovině řeky Vardaru o něco severněji od kopců. 

## Název
Město bylo pojmenováno patrně po slovanském bohu Velesovi. Etymologie tohoto názvu nicméně odkazuje nejspíše na slovo les a okolní husté lesy, které spatřili první Slované při příchodu na Balkán v pozdním středověku. Historický název města zněl Vilazor. 
Během turecké nadvlády zněl název města Köprülü, v albánštině potom Qyprill. V turečtině (té současné) se ještě používá starý název jako exonymum.
V letech 1946–1996 neslo na počest jugoslávského vůdce Josipa Tita název Titov Veles (Титов Велес).

## Historie
Na místě dnešního města Veles bylo první město zbudováno v roce 168 př. n. l. a to pod názvem Bila Zora. Křížily se zde dvě římské silnice, na základě nichž vznikly i přirozené obchodní trasy: Via Egnatia a Via Militaris. Stejně jako v případě dalších měst v regionu vznikl v blízkosti řeky a vyvýšeného místa, kde vznikla pevnost. 
V 7. století město osídlili Slované. Současný název města je doložen od 11. století. Ze středověku pochází např. klášter sv. Dimitrije. Nejstarší osídlení vzniklo při ústí říčky Topolky do Vardaru, několik kilometrů od středu současného Velesu, na začátku tzv. Veleské soutěsky. 
V době vlády byzantského císaře Basilea II. Bulharobijce byl doložen název Veles. V dalším písemném záznamu z roku 1255 bylo uvedeno, že Veles dobyl nikájský císař Theodóros II. z rukou Bulharů. Po bitvě u Velbaždu se jej roku 1330 zmocnil středověký srbský stát.

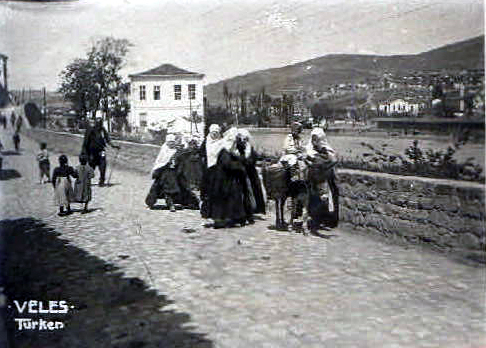
Turci ve Velesu na přelomu 19. a 20. století

Veles byl pod nadvládou Turků v letech 1386 – 1912. V tureckém záznamu o sčítání lidu z let 1467/68 měl Veles 190 křesťanských rodin a 12 muslimských rodin. Pevnost byla ale v tu dobu zpustlá a nikdo tam nežil.
V roce 1689 bylo v souvislosti s habsbursko-tureckými válkami město vypáleno. Zničen byl také most přes řeku Vardar. Za turecké nadvlády již měl Veles statut města (kaza). Na počátku 18. století se město stalo častým cílem různých lapků a bantitů, kteří využívali oslabené turecké moci k osobnímu prospěchu. Cestopisec Evlija Čelebi při popisování balkánských měst si v případě Velesu povšiml nově zbudovaného dřevěného mostu přes řeku Vardar. Povšiml si pevnosti a domů postavených z pevného kamene. Město popsal jako stvořené ze čtyř čtvrtí (mahala) a s větším počtem mešit. Místní ženy se zahalovaly podle islámského práva, okolo města se nicméně dařilo četným vinicím.
Na přelomu 19. století náboženské složení obyvatel Velesu tvořili ze 2/3 křesťané (pravoslavní) a 1/3 muslimové. Menší skupina Romů žila v okolí města.
V roce 1831 a znovu v roce 1840 se ve Velesu rozšířila cholera. Město totiž nemělo svoji kanalizaci a splašky se vylévaly přímo na ulice. Ve vzduchu byly neustále cítit zbytky výkalů a dalších škodlivin. V roce 1833 zasáhly město nebývalé mrazy a v roce 1847 došlo k velkým povodním. I přesto však v 19. století došlo k hospodářskému vzestupu města. Reformy a liberalizace v Osmanské říši umožnily výstavbu nových kostelů. Dnes mezi hlavní památky ve městě pak patří kostel sv. Panteleimona z 19. století. Během turecké nadvlády byl administrativně součástí sandžaku (turecké správní jednotky) se sídlem ve Skopje, po roce 1877 se stal součástí Kosovského vilájetu. Jen o čtyři roky dříve sem dosáhla železnice, trať byla budována ze Skopje do Soluně.
Na začátku 20. století byly ve Velesu v provozu dvě základní školy s bulharským vyučovacím jazykem a jedna se srbským, rumunským a řeckým. Řekové rovněž ve Velesu provozovali střední školu. Od roku 1912 bylo město součástí srbského království. Následně bylo vyhnáno obyvatelstvo, které se považovalo za muslimské, resp. za bulharské. Roku 1916 město zasáhly rozsáhlé povodně. Prvním starostou Velesu jako součástí Srbska byl ustanoven Lazar Trajkov. Během první světové války bylo okupováno Bulharskem. V období existence meziválečné Jugoslávie zde měla značný vliv ilegálně působící komunistická strana. Ještě předtím, než byla v roce 1921 oficiálně zakázána, zde např. uspěla v komunálních volbách. V meziválečném období zde byl hlavním průmyslovým podnikem závod na výrobu slunečnicového oleje.

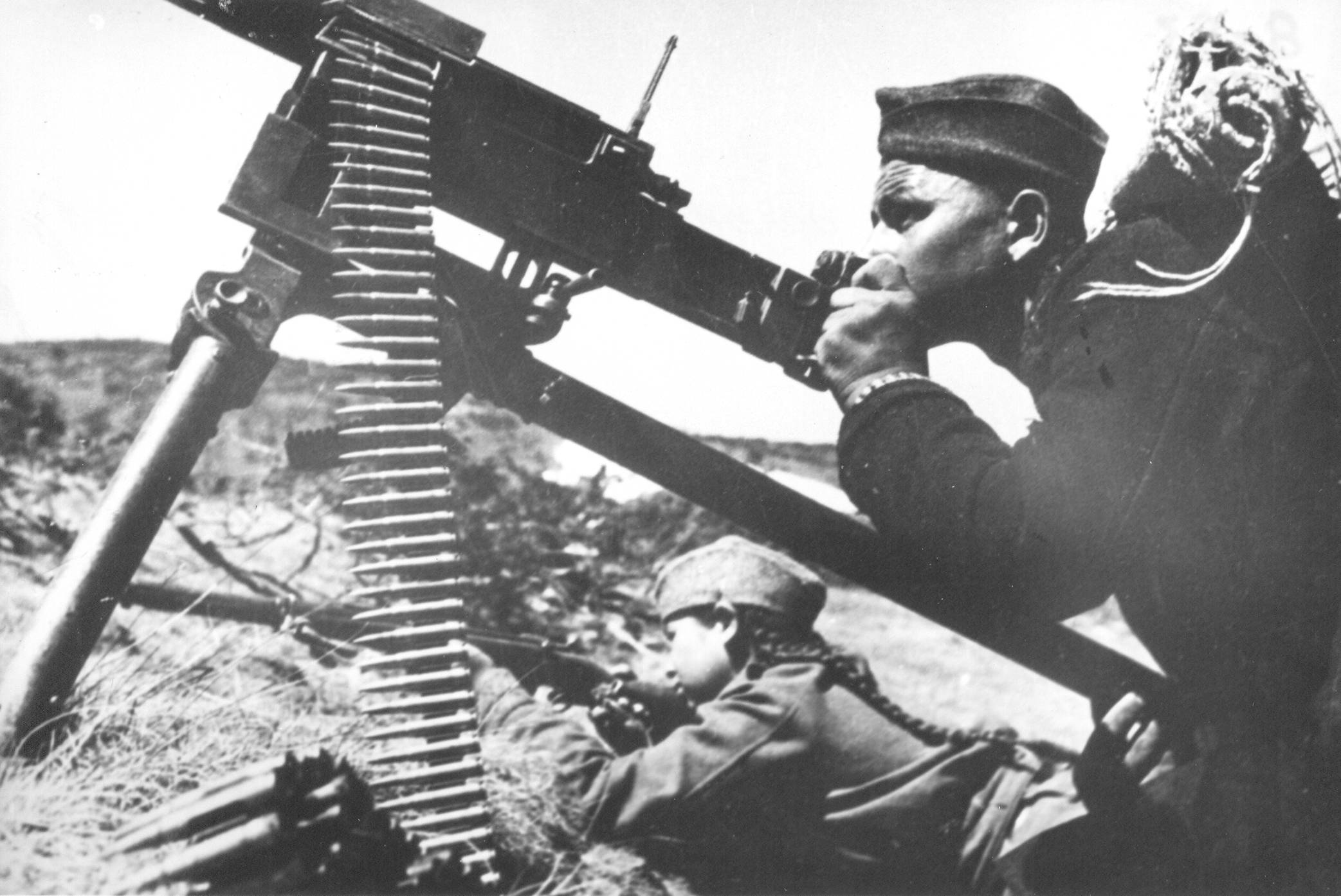
Boje o Veles v roce 1944.

Za druhé světové války bylo připojeno k Bulharsku. Probíhala asimilační politika s cílem integrovat Veles (stejně jako celý zbytek dnešní Severní Makedonie a část Srbska) do bulharského etnického prostoru. Probíhaly různé akce, symbolizující odpor proti okupaci. V roce 1942 se uskutečnila stávka místních studentů gymnázia, obyvatelstvo vstupovalo postupně do partyzánských řad. Ve Velesu se rovněž nacházela i ilegální tiskárna letáků proti okupaci. Město bylo osvobozeno od okupace dne 9. listopadu 1944 jednotkami 8. veleské brigády jugoslávských partyzánů. Následovala řada procesů s kolaboranty bulharské vojenské správy a jejich sympatizanty. Místní průmysl, mezi něž patřila továrna na oleje a železniční dílny, byl znárodněn.
Po druhé světové válce probíhala industrializace a modernizace města. V severní části vznikly nové čtvrti s bytovými domy ve stylu evropských měst. V blízkosti nádraží byla vybudována mimo jiné slévárna zinku a olova. Dokončena byla roku 1973. Po rozpadu Jugoslávie a ekonomické transformaci byl podnik uzavřen a dnes je se jeho areál rozpadá.. V roce 1979 byla vybudována jihovýchodně od města továrna na umělá hnojiva. Rozsáhlá industrializace si vynutila jako svoji daň značné znečištění životního prostředí a proto byl Veles považován za "nejznečištěnější město v SR Makedonii". 
V roce 2001 během střetů s albánskými povstalci zemřelo celkem šest obyvatel Velesu.
V roce 2016 se město proslavilo jako centrum jedné z dezinformačních kampaní během prezidentských voleb v USA. 
Roku 2018 zde byla odhalena socha Mustafy Kemala Atatürka. Otevřen zde byl také historicky pátý Evropský dům v Severní Makedonii.

## Kultura

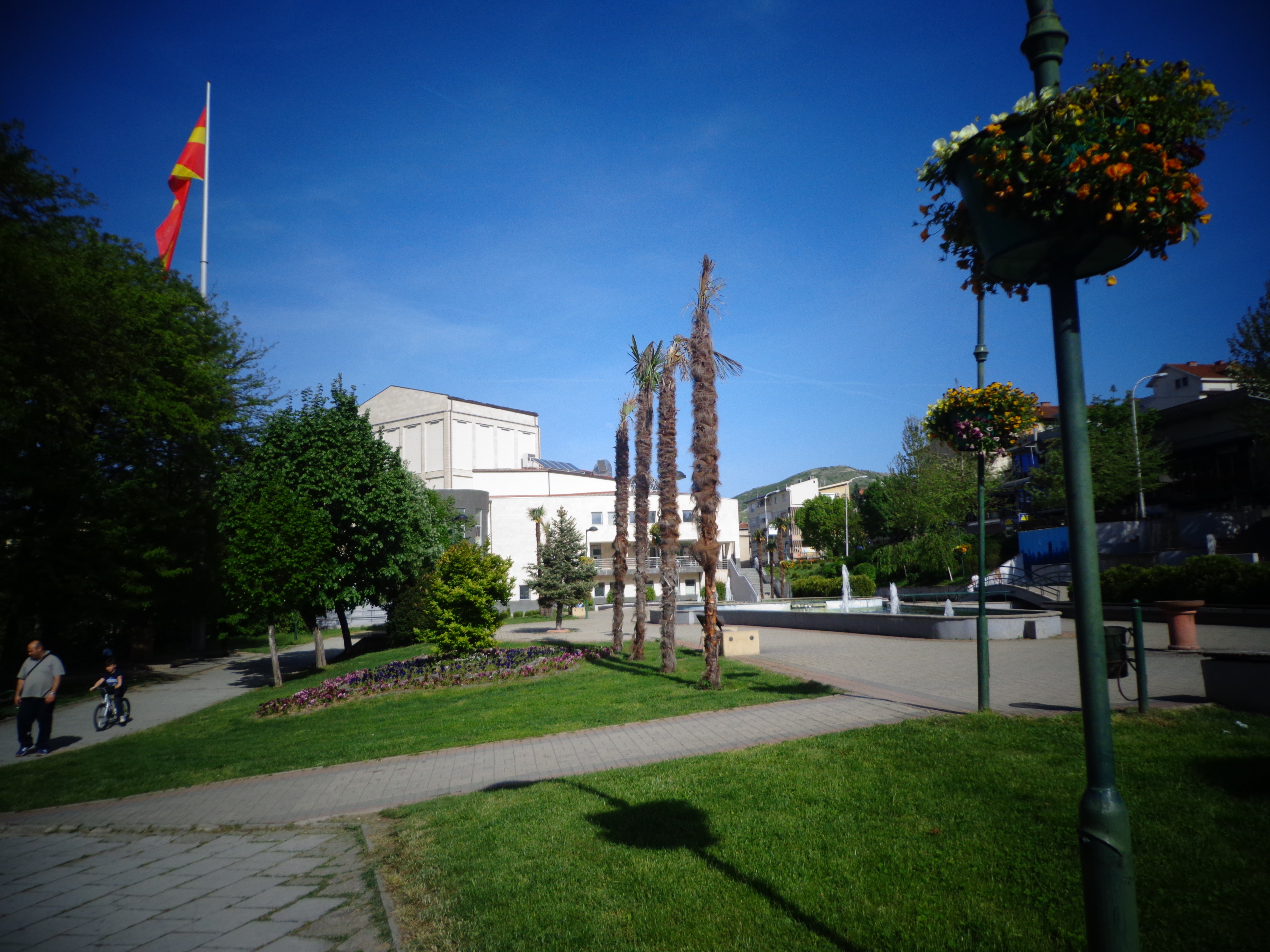
Parková úprava a budova divadla.

Ve Velesu sídlí divadlo Jordana Hadži Konstantinova a knihovna Goce Delčeva. Svoji pobočku zde má rovněž i makedonské národní muzeum. Dále se zde nachází kino, které je pojmenováno po 11. říjnu (dni vypuknutí povstání na území Severní Makedonie).
Dochován je rovněž i dům Koči Racina, dále socialistického propagátora, Veselina Glavinova. Třetím rodným domem, který se zde nachází, je dům Jordana Hadži Konstantinova.
Mezi kulturní památky patří např. dominanta města, kterou je hodinová věž z 18. století. Na svahu nad městem se také nachází památník schraňující některé ostatky partyzánských bojovníků z druhé světové války (makedonsky Спомен-костурница). Má nápadnou bílou barvu a vznikl ve stylu jugoslávského brutalismu. 
Nejstarší kostel je z roku 1840 a zasvěcen je sv. Pantelejmonovi.

## Turistika
Turisté navštěvují často ruiny historického města Stobi, které se nachází nedaleko. Oblíbeným výletním místem je potom jezero Mladost. Navštěvována je rovněž i místní pevnost (makedonsky Велеско Кале), která se však nachází dále od středu Velesu. Atraktivní je také historické naleziště Pešti.

## Životní prostředí
Z hlediska znečištění životního prostředí představují největší zátěž těžké kovy.

## Doprava

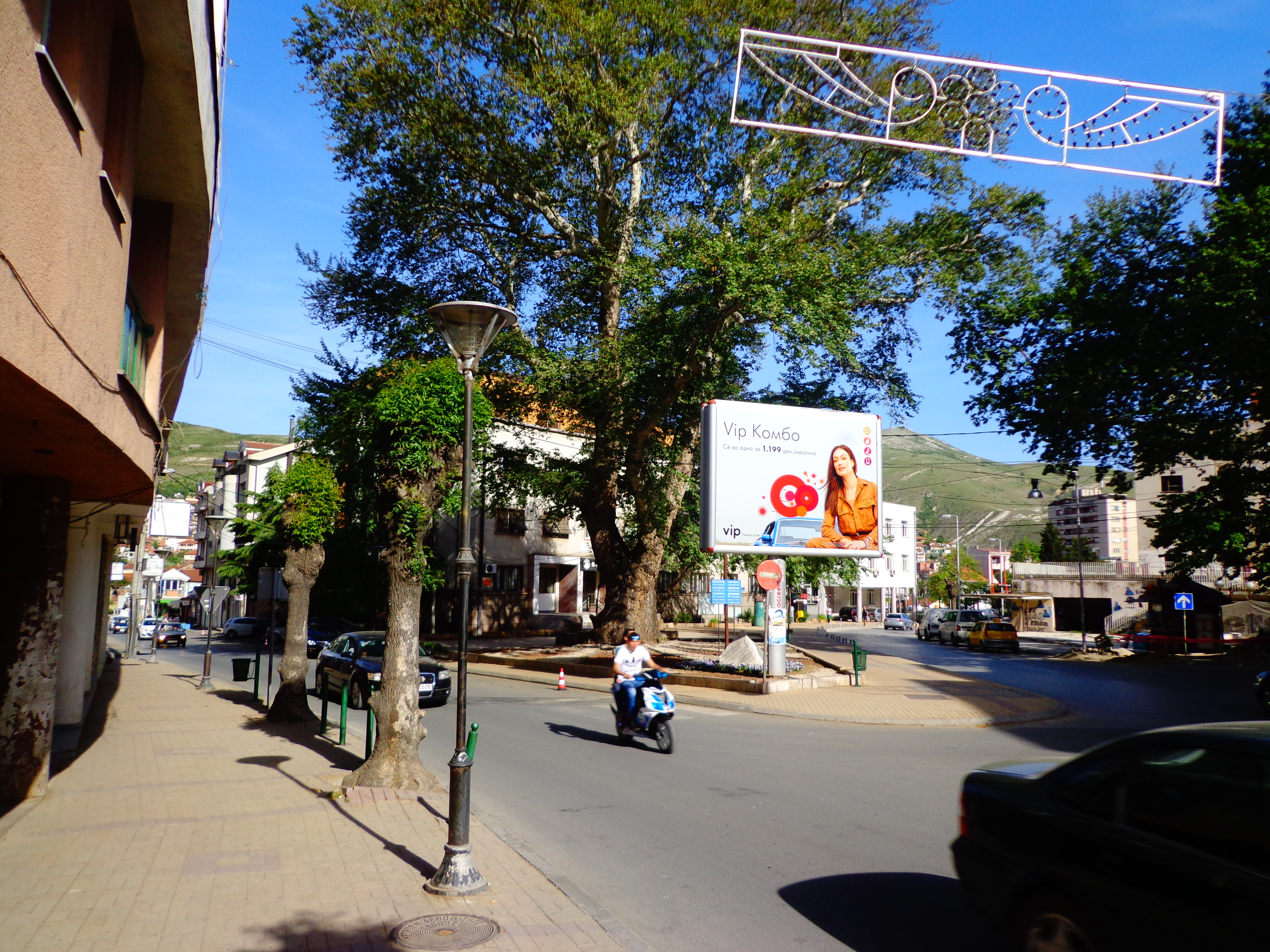
Střed města.

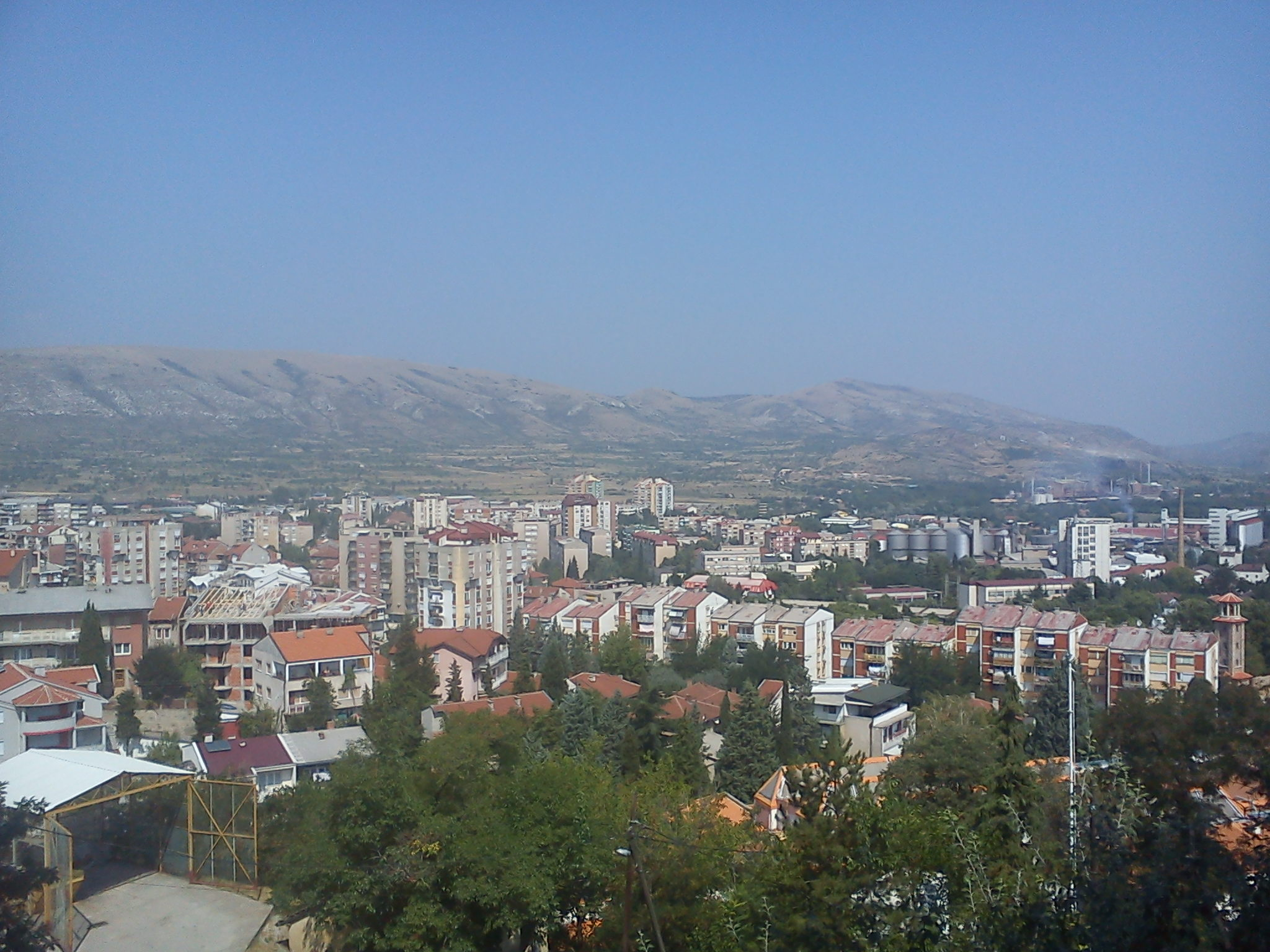
Obytné bloky na severu města.

Veles je důležitou železniční stanicí na trase Bělehrad – Skopje – Soluň a z menších severomakedonských měst má nejlepší vlakové spojení s hlavním městem. Dále odtud vedou regionální dráhy do Bitoly a přes Štip do Kočanů. Město má jediné železniční nádraží umístěné severně od středu města.
Severovýchodně od centra města prochází také dálnice A1, která zajišťuje spojení ve stejném směru jako hlavní železniční trať, tj. na sever do Skopje a na jih do Gevgelije a potom dále do Řecka. 
Význam městské, resp. regionální dopravy je na území opštiny Veles (tj. samotné město Veles s okolními obcemi) velmi malý. Jen 7 % obyvatel cestuje pravidelně autobusovou dopravou, polovina využívá automobil a zbytek cestuje pěšky.

## Zdravotnictví
Ve Velesu existuje poliklinika (makedonsky Здравствен дом Велес).

## Školství
Ve Velesu je 6 základních škol, 4 střední školy, ve kterých se ročně vzdělává cca 3 000 žáků a jedna škola pro vzdělávání dětí se zdravotním postižením.
Zhruba 9 % obyvatel města Velesu mělo v roce 2004 vysokoškolské vzdělání, 39 % středoškolské vzdělání a 28 % základní vzdělání.

## Sport
Na břehu řeky Vardaru se severně od historického jádra města nachází atletický stadion a krytá sportovní hala. 